# 社会学
社会学（しゃかいがく、仏: sociologie、英:Sociology）は、社会現象の実態や、現象の起こる原因に関するメカニズム（因果関係）を体験・統計・データなどを用いて分析することで解明する学問である。
フランスのオーギュスト・コントが産み出した学問で、当時は歴史学・心理学・経済学を統合する実証主義的な科学的研究として「社会物理学」と定義した。
初期の社会学に対する社会学者の方法論的アプローチは、社会学を自然科学と同じやり方で扱うもののみであった。しかし、19世紀に機能主義から離反した社会学が登場し、後にそれが主流となった。
あらゆる社会・営みの中に法則性を探るという自由度の高く、「社会学的な視点で研究できるもの」ならば全てを「○○社会学」といった研究対象とすることが可能である。人文社会科学又は社会科学に分類される。現代では、社会科学の中でも用語の定義が曖昧かつ研究の再現性も低い問題が指摘されている分野の一つである。
「社会学」という言葉は尺振八がハーバート・スペンサーの著書を翻訳した『斯氏教育論』（1880年）の中で「sociology」の訳語として初めて使用したとされる（同書 p.54、p.72）。

## 誕生・実証主義や機能主義

### 誕生と定義付け・実証主義の最重視

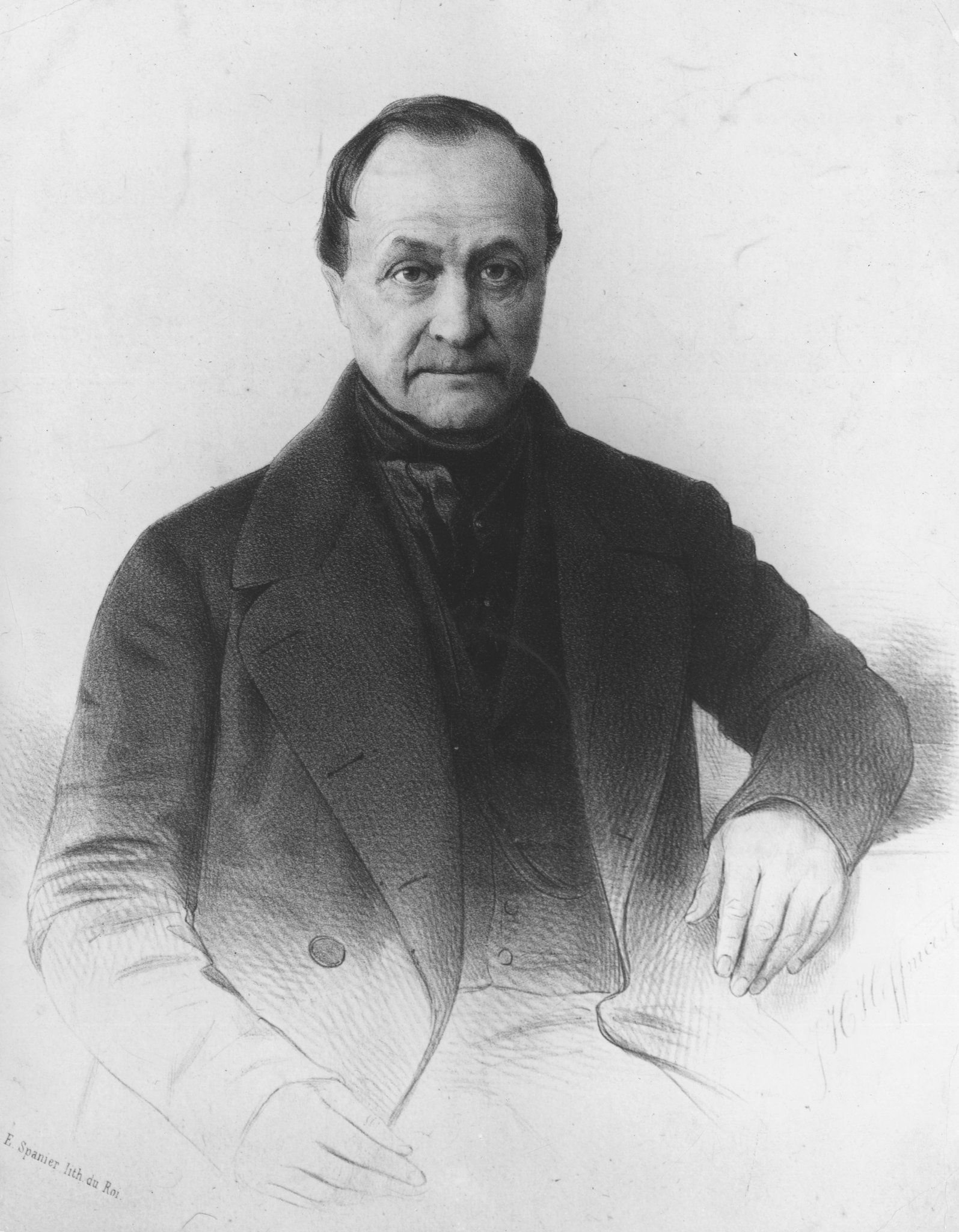
オーギュスト・コント

社会学（フランス語「sociologie」はラテン語「socius」とギリシャ語「λογοσ」に由来する造語）なる用語は、フランス革命後の混乱と動乱に満ちた初期近代フランスを生きたオーギュスト・コントによって作られた。コントは、当時の産業主義と合理主義を背景として、社会学とは「秩序と進歩」に寄与する「社会物理学」であって、歴史学、心理学、経済学を統合する実証主義的な科学的研究でなければならないとした。
このコントの思想は、その師であるサン・シモンに遡る。サン・シモンは、自然科学の方法を用いて社会的世界を全体的かつ統一的に説明する「社会生理学」の樹立を企てた。このなかで、サン・シモンは、フランス革命後の新社会の秩序を捉えるべく、その社会変動の流れを「産業主義」として提示した。ここからコントはさらに、近代社会の構成原理として実証主義を提示し、産業ではなく科学をその中心に据えることになった。そしてその中心に社会学を位置づけたのである。
コントらの発想は、ジョン・スチュアート・ミル、ハーバート・スペンサーなどに受け継がれ、実証主義の体系化が図られていった。例えば、スペンサーは、イギリス功利主義の考えと、彼独自の進化論に基づいて、有機体システムとのアナロジーによって社会を超有機的「システム」と捉え、後の社会システム理論の先駆となる研究を行なった。

### 古典的理論の形成

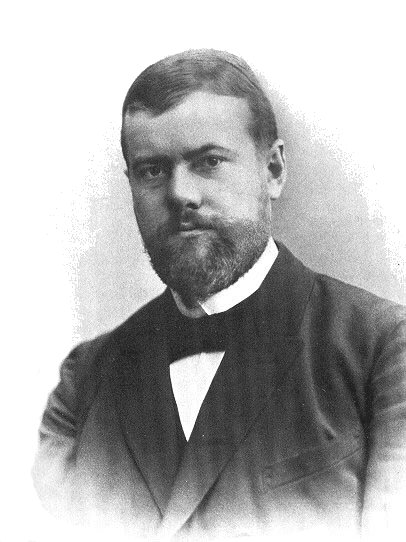
マックス・ヴェーバー

実証主義の潮流のなかで始まった社会学であるが、19世紀末から20世紀にかけて、マックス・ウェーバー、エミール・デュルケーム、ゲオルク・ジンメル、フェルディナント・テンニース、ヴィルフレド・パレートらが、さまざまな立場から相次いで研究著作を発表した。その方法論、キー概念などは、形を変えながらその後の社会学に引き継がれており、この時期は、社会学の古典的理論の形成期にあたる。

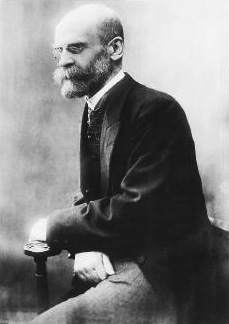
エミール・デュルケーム

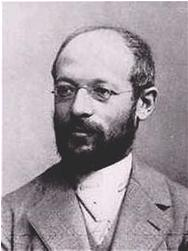
ゲオルク・ジンメル

デュルケームは、コントらの社会発展論（近代化論）を「社会分業論」として受け継ぎ、分業による連帯を「社会的事実の機能的なメカニズム」によるものとして説明する機能主義的な社会システム論を創始した。さらにデュルケームは、実証主義の伝統を継承し、自然科学の方法を社会科学へと拡大することを「社会学的方法の規準」の根底に据えた。しかし、実証主義は自然科学に対抗するような人文社会科学の方法論を打ち立てるものではなく、社会学の中心思想になることなく、ウェーバー、ジンメル、さらに後にはタルコット・パーソンズらによって数々の批判を受けることになる。
ウェーバーは前世代の近代化論を「資本主義の精神」の理論として受け継ぎ、ジンメルは「社会分化」の理論として受け継いだ。両者は、ドイツ哲学の伝統に則り（自然科学一元論ではなく）新カント派的科学方法論に依拠し、方法論的個人主義を創始した。すなわち、ウェーバーの場合には理解社会学による行為理論を打ち立て、ジンメルの場合は、後のシンボリック相互作用論につながる形式社会学と生の哲学の視点から関係論的定式化を行ない、マクロ客観主義の限界を乗り越える方向へ進んだのである。
こうした、実証主義の伝統を引き継いだデュルケムの方法論的集合主義（社会実在論＝社会的事実）と、主にウェーバーによる方法論的個人主義（社会唯名論）との対立は、後に、「社会システムの社会学」（マクロ社会学）と「社会的行為の社会学」（ミクロ社会学）として引き継がれることになった。また、社会学の認識については、価値自由のルールにのっとったものであるべきか、それとも「精神科学」の伝統に準拠した人文学的性格のものであるべきかという、実証主義と反実証主義の対立が生まれた。更にはこれも後に、たとえば、批判理論と構造主義的マルクス主義のアプローチとして繰り返されることになった。
日本では加藤弘之、外山正一、有賀長雄、建部遯吾らが社会学を輸入した。当初は役人の中に社会学反対論もあったが、山県有朋が「建部がやっているのか、それならいいじゃないか」といって潰れずに済んだという逸話がある。

### シカゴ学派の誕生

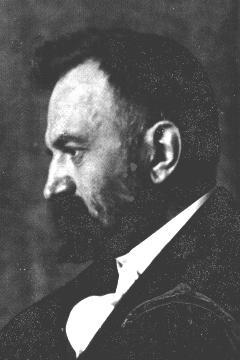
G.H.ミード

20世紀初頭まではヨーロッパにおいて社会学の主潮が形成されていたが、第一次世界大戦後にはアメリカ合衆国において顕著な展開を見せるようになり、やがてプラグマティックな社会学研究の中心として発展を遂げていくことになった。
アメリカ社会学が社会学研究の中心的地位を築き上げていく背景には、19世紀末から20世紀初頭にかけての急激な経済・社会の変化があった。南北戦争から第一次世界大戦へ至る半世紀の間にアメリカ産業は急ピッチな発展を遂げ、それに伴って都市化が進行し、民衆の生活様式も大きく変わっていった。このような大きく変貌を遂げるアメリカ社会の実態を捉えることが、社会学の課題として要請されるようになっていったのである。
当初、アメリカの社会学は、1893年に創設されたシカゴ大学を中心に、人種・移民をめぐる問題、犯罪、非行、労働問題、地域的コミュニティの変貌などの現象的な側面を実証的に解明する社会心理学や都市社会学が興隆していった。アルビオン・スモール、ウィリアム・トマス、ジョージ・ハーバート・ミード、ロバート・E・パーク、アーネスト・バージェス、ルイス・ワースら、有能な研究者たちの活躍によって、1920～30年代にシカゴ大学は、アメリカの学会において強い影響力を及ぼすようになり、シカゴ学派と呼ばれる有力な研究者グループを形成するまでになった。
ヨーロッパの社会学は観念的・方法論的側面を重視する傾向が強かったが、アメリカ社会学は現実の問題を解決する方向性を示すという実践的側面が強くみられる。この点は、実際的な有用性を重視するプラグマティズムの精神的な伝統によるところが大きく、また、前述のような社会的要請もあって、地域社会や家族などの具体的な対象を研究する個別科学としての傾向を持つようになった。

### 機能主義社会学の台頭
さらに、第二次世界大戦後のアメリカでは、タルコット・パーソンズやロバート・キング・マートンらによる機能主義が提唱され、社会学全体に大きな影響を及ぼした。とくにパーソンズの構造機能主義社会学は、社会学における統一理論を築き上げる意図を持って提起され、多くの社会学者に影響を与え、20世紀半ばにおける「主流を成す見解」と目されるに至った。これは分野の統一、体系化が実現するかに見えた社会学の稀有な時期であるとされる。
しかしパーソンズの理論は、その科学論的・政治思想的な構想があまりに遠大かつ複雑であったことから、正しく評価されていなかったともされており、また、合理的選択論のケネス・アローらが指摘するところによれば、パーソンズ自身が掲げた要求にしたがった理論形成もなされていなかった。パーソンズの社会システム論は、結局、統一理論構築にまではいたらず、以下に見るような、主にミクロ・レベルの視点に立った理論がさまざまな立場から提唱されるようになった。

## 機能主義からの離反の台頭以降・諸問題や批判

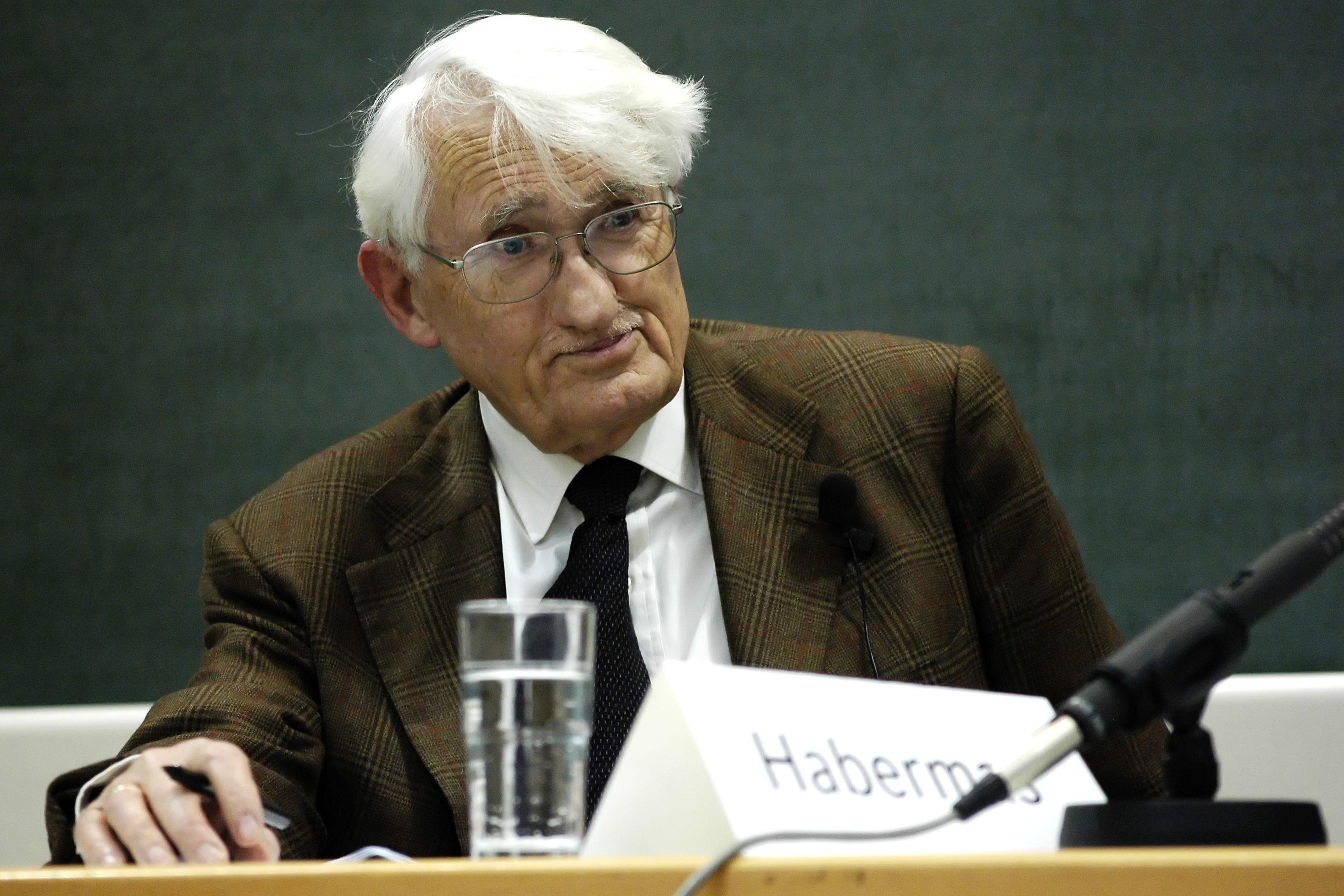
ユルゲン・ハーバーマス

### 1960年代末以降の機能主義からの離反・「社会学」の多様化
第一次世界大戦、第二次世界大戦の惨禍を眼前にしたヨーロッパ社会学では、理性信仰の崩壊とともに、西洋近代社会の構成原理そのものへの反省が生まれていた。そこで、旧来の社会学における機能主義の流れとは別に、ドイツでは、テオドール・アドルノやユルゲン・ハーバーマスに代表されるフランクフルト学派の批判理論、フランスでは、ルイ・アルチュセールらの構造主義的マルクス主義、ミシェル・フーコーの権力論が展開された。
これらの動きとともに、後期近代化への動きを背景として脱産業化論、紛争理論などが唱えられ、1960年代末には機能主義からの離反が決定的なものとなる。こうして、いわゆるミニ・パラダイム（この語法は本来は誤りである）の乱立と称される時代を迎える。以上の理論の他に、日常世界への着目から、シンボリック相互作用論、現象学的社会学、エスノメソドロジー、ピエール・ブルデューの社会学などが影響力を持つようになるとともに、ジェームズ・コールマンら方法論的個人主義の立場からは合理的選択理論なども唱えられるようになり、社会学が多様化し、研究対象となる領域も、たとえばジェンダーの社会学といった具合にさまざまに分化し拡大した。
ただし、この多様化によって、同時に社会学というディシプリン内部での対話の共通基盤が失われることにもなった。上述のように「社会学」とは実証主義を最重視する学問という歴史的文脈が忘却されると、機能主義に対するカウンターとしての意義をもった諸ミニパラダイムは逆に混迷を深めた。一方で、（クーンが本来意図した意味での）パラダイム、すなわち経験的統計データに基づく調査研究は疑問視されることなく確立していったが、他方でかかる研究のよって立つべき思想・視点、つまりは社会学の独自性とは何なのかという問題が問われることにもなった。

### 社会学におけるアカデミズム軽視・査読関連やメディアへの批判

#### 日本
1990年代に日本の出版業界が経営難で取材費を出せなくなり、その隙間を埋めたのが出版社側が取材費を出さないでも書いてくれる大学に所属する若手研究者であった。2010年代には、アカデミックの学者がルポライターやジャーナリスト的な書籍を相次いで出版した。例として、上野千鶴子の存在がある。

京都大学大学院文学研究科教授の社会学者である太郎丸博は、以前から著書などで学会報告や学会誌などアカデミズムを軽視している日本の社会学の研究者・教授・学界そのものを批判している。太郎丸は「日本社会学学者らは学会誌への論文・投稿学会で自身の研究を発表せず、（社会）学者づらして本を出版したり、さまざまなメディアで発言することができる」のが実状だと指摘、「先生」扱いされる日本の社会学者らは他者からの意見の異なる人から批判的な批評されるのを恐れて、同じ政治思想をもつ身内以外の第三者から査読を受けない上に、批判や指摘がされる学会誌には必ず投稿しないと批判している。
彼が調査したところ、2000-2008年までの日本における社会学論文誌(社会学者による査読がある論文誌)における執筆者の身分割合は、社会学者の中でも不安定な身分である「学生・非常勤」が56%なのに対して、教授等が僅か17%であった。また「学生・非常勤」と「教授等」の間の身分である「助手や研究員」の社会学論文誌における執筆者割合は24％であり、安定した身分を得る程に、査読論文を書いている比率は減っていく。査読(peer review)とは本来専門分野を同じくする研究中の学者同士で行うモノであるが、現状は安定した地位にいて論文を書かない人たちが、不安定な身分だが研究中の学者の論文を審査するようになっていると指摘している。太郎丸は、日本の社会学者は査読されることを不愉快に感じているため、査読論文を書かずに一般書や紀要にばかり投稿するのだと指摘している。
更に太郎丸は、売上しか気にしない出版社やメディアも、自分たちが好む主張をしている「社会学者」を、研究の水準や主張の真偽も確認しないで採用している問題も指摘している。太郎丸によれば、彼らを見て育った大学院生たちも、彼らのように学会報告や学会誌というアカデミズムを軽視し、本に好き勝手なことを書くことやメディア出演ばかりの学者であることを、「社会学者」「社会学者としての理想・成功例」だと誤解するのだと指摘している。そのため、研究成果をほとんど出さない人が日本の社会学者の多数になっていて、マスメディア出演の多い学者の大多数は研究成果が実質ない、又はメディア出演以降は客観的に価値がある研究がないに等しい人ばかりだという。意見の異なる社会学者同士の議論が日本の社会学界には皆無と言えるほど、とも述べている。
日本学術振興会によると、国際的な社会学誌での日本人の論文掲載率および被引用率は学者数比で極端に少なく、国際的に価値があるとされる学者が皆無に近いことが否めない。つまり、日本国内で社会学者として高く評価されている人物が、国際的には評価されておらず、日本の社会学が一切国際化していないと指摘されている。
2021年立教大学社会学部社会学科教授の村瀬洋一は、昨今の社会学は測定や分析に失敗しており、信頼出来ないような「質的調査」、直感での分析や構築主義などの解釈や印象批評に逃げていると批判している。彼は構築主義などについて、「具体的な測定法や分析法を作ることができなかった学問」と指摘している。昨今の社会学は社会を正確に研究出来ておらず、「記述的社会調査（質的社会調査）」の多数が偏ったデータで「木を見て森を見ず」の不適切な研究であること、的確な測定法と分析法がない状態で「研究」していると批判している。

#### 欧米
1995年にニューヨーク大学物理学教授のアラン・ソーカルが、フランスから流入して米国に1980年代以降蔓延しだしたポストモダン思想を批判するために、ポストモダン専門の学術誌にデタラメ論文を掲載させ、ポストモダンという「学術分野」自体が無内容で無価値であることを証明しようとした。彼は、ジャック・デリダやドゥルーズ＝ガタリなどのポストモダン思想の哲学者や社会学者達の文体を模倣し、「真なる専門家や学者」であれば無意味や虚偽と分かるような科学用語や数式をもっともらしく混ぜ込んだ「デタラメ論文」を投稿した。狙い通り、ポストモダン学者は「査読」し、高評価を与え、彼らの学術誌に掲載した。 これを受けて、ソーカルがデタラメ論文であったと暴露すると人文科学(人文学)界隈の大きなスキャンダルになった。ソーカルは『「知」の欺瞞　ポストモダン思想における科学の濫用』を出版した。
そして、ソーカルはポストモダン思想を「内実のない言葉遊び(言語遊戯)」だと指摘したが 、ソーカル事件直後の予想を反して、ポストモダン思想は滅びず、逆に影響力を増した。そしてポストモダン思想は「社会正義の恫喝」へと変容し、欧米では2010年代からポストモダン思想的な「社会正義」が過激化するようになり、社会問題になっている。
社会学は、社会科学の分野の中でも心理学、経済学等共に、自然科学との比較で用語の定義が曖昧かつ研究の再現性も低い問題が指摘されている。そのため、アメリカ合衆国国立衛生研究所（NIH）は一部の社会科学分野の現状の是正の方向性を示す戦略を発表した。
2017年から2018年に数人の研究者らが、学術の世界が一般人の知らないことを良いことに社会学等の人文系が特に異様な状態となっていることを拡散するために、社会正義界隈で著名な査読付き学術誌にデタラメ論文を投稿する「実験」を新たに行なった。彼らは、「客観的事実よりも社会的不平等に対する不満を優先し、特定の結論のみが許容される学術分野」を「不満研究（グリーバンス・スタディーズ）」と命名した。そして、彼らが「学問として貧弱であり、査読基準が腐敗している」と考えていた学術分野である、文化・クィア・人種・ジェンダー・肥満研究・セクシュアリティ研究を専門とするの学術誌にデタラメなおとり論文を投稿し、これらの「専門家」の査読を通過し、認められるかどうかを試す実験がされた。
狙い通り、一年間で書いた20本のデタラメ論文のいくつかは査読担当の社会学者らに絶賛された。そして、通常ならば7年間で評価されるテニュア（高等教育機関の終身在職権）獲得には充分な「7つの査読論文実績」をわずか一年だけで獲得した。出著者たちは、獲得後にこれを暴露し、社会学の実態を批判する自分たちの主張の裏付けとした。これは「第二のソーカル事件」又は「不満研究事件」と呼ばれる。
ジョンズ・ホプキンズ大学のヤシャ・モンクは、「左派と学者の間で引き出された部族的な連帯の量」を指摘し、暴露後の彼らの反応の多くが著者らに対する純粋な人身攻撃だけであり、おとり論文で判明した「(これらの分野の査読や内容自体に)実際の問題があることを事実として認識した人はほとんどいない」「ジェンダー研究のような分野の主要なジャーナルのいくつかは、真正な学問と、知的に空虚で倫理的なデタラメを区別できなかった」という事実も指摘した。
日本では『Cynical Theories: How Activist Scholarship Made Everything about Race, Gender, and Identity - And Why this Harms Everybody（シニカルな理論: アクティビスト(活動家)の学問はどのようにして人種、ジェンダー、アイデンティティについての全てを作り上げ、何故これが全ての人に害をなすのか）』（邦題:『「社会正義」はいつも正しい　人種、ジェンダー、アイデンティティにまつわる捏造のすべて』)という本が翻訳されて紹介された。

## 社会調査
現実の社会からデータを取る手法として、さまざまな方法が考えられている。主として社会調査が用いられるが、これは社会で起きている事象についての調査全般（アンケートやインタビューなど）を指す。社会調査から得られたデータから考察や自身の仮説の検証を行う。
「社会階層と社会移動全国調査」（SSM調査）や、家族社会学会による調査など、社会学者による大規模な調査も存在する。統計数理研究所による日本人の国民性調査や、日本版総合社会調査（JGSS調査）なども存在する。SSM調査の成果は、米国で数冊の本が出版された他、韓国や中国でも翻訳が出版されている。例えば原純輔・盛山和夫による『社会階層』は韓国、中国、米国で出版されている。
ただし、前述のような構築主義的な立場や、偏ったデータで「木を見て森を見ず」の不適切な研究、適切な測定法と分析法がない状態で「研究」している「社会調査」には批判が寄せられている。

## 関連書籍

### 古典・教科書・啓蒙書
- マックス・ウェーバー『社会学の根本概念』（岩波文庫, 1972年）
- エミール・デュルケム『社会学的方法の規準』（岩波文庫, 1978年）
- アンソニー・ギデンズ『社会学の新しい方法的規準 第二版』（而立書房, 2000年）
- アンソニー・ギデンズ『社会学 第五版』（而立書房, 2009年）

### 講座・シリーズ
- 『リーディングス 日本の社会学』全20巻（東京大学出版会, 1985-7年）
- 『岩波講座 現代社会学』全26巻+別巻1、井上俊、上野千鶴子、大澤真幸、見田宗介、吉見俊哉編（岩波書店, 1995-7年）
- 『講座社会学』全16巻、北川隆吉、塩原勉、蓮見音彦編（東京大学出版会, 1998年-）
- 『講座 社会変動』全10巻（ミネルヴァ書房, 2001年-）
- 『社会学のアクチュアリティ』全12巻+別巻2、武川正吾、友枝敏雄、西原和久、山田昌弘、吉原直樹編（東信堂, 2004年）

### 翻訳シリーズ
- 『現代社会学大系』全15巻、日高六郎、岩井弘融、中野卓、浜島朗、田中清助、北川隆吉編（青木書店, 1970年- ※復刻版有）
- 『社会学の思想』全15巻、長谷川公一、藤田弘夫、吉原直樹編（青木書店, 1999年-）

### 辞書
- 新明正道編『社会学辞典』（河出書房, 1944年）〔復刻・増補版〕（時潮社, 2009年）
- 森岡清美、塩原勉、本間康平編『新社会学辞典』（有斐閣, 1993年）
- 見田宗介他編『社会学事典』（弘文堂, 1994年）
- 浜島朗他編『社会学小辞典』（有斐閣, 1997年）
- 見田宗介他編『社会学文献事典』（弘文堂, 1998年）
- 宮島喬編『岩波小辞典社会学』（岩波書店, 2003年）
- ブードン他『ラルース社会学事典』（弘文堂, 1997年）
- レイモンド・ウィリアムズ『キーワード辞典』（平凡社, 2004年）

### 総合雑誌
- 『社会学評論』（日本社会学会, 1950年刊）
- 『社会学研究』（東北社会学研究会, 1950年刊）
- 『ソシオロジ』（社会学研究会, 1952年刊）
- 『ソシオロゴス』（ソシオロゴス編集委員会、1977年刊）
- American Journal of Sociology （1895年刊）
- American Sociological Review （1936年刊）
- British Journal of Sociology （1950年刊）
- Sociological Inquiry （1961年刊）